# Carlton House

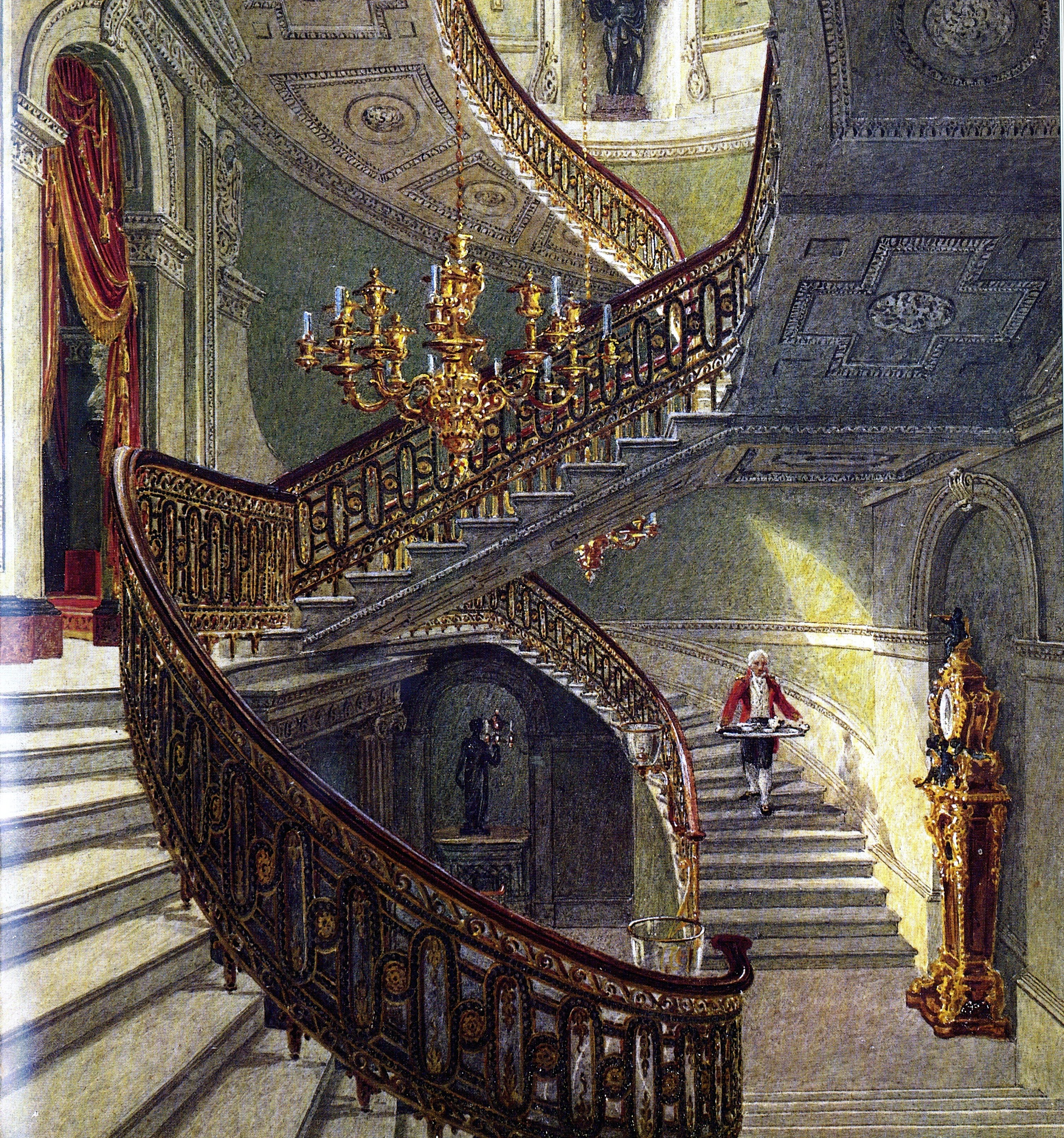
A famosa escadaria de Carlton House.

Carlton House foi um palácio em Londres, mais conhecido como a residência do príncipe-regente na cidade, função que desempenhou durante décadas a partir de 1783. Ficava situado no lado Sul do Pall Mall (alameda situada em Westminster) e os seus jardins faziam fronteira com o Parque de St. James  no distrito londrino de St. James. 
A localização do palácio, actualmente substituído pelo Carlton House Terrace, foi a razão principal para a criação, por John Nash, da alameda cerimonial de St. James a Regent's Park via Regent Street, Portland Place e Park Square: a parte baixa da Regent Street e o Waterloo Place foram originalmente esquematizados para formar uma aproximação à entrada principal do palácio.

## História

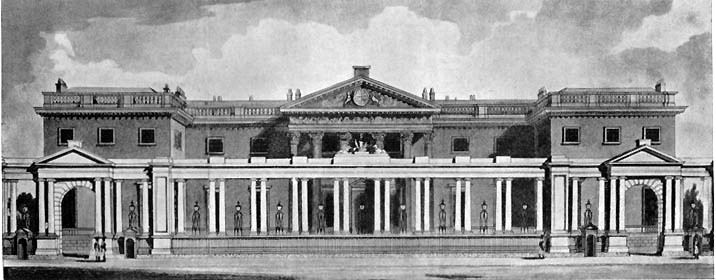
Fachada da Carlton House no início do século XIX.

No início do século XVIII, uma casa já existente foi reedificada por Henry Boyle, feito Barão Carleton em 1714. Henry Boyle deixou a casa ao seu sobrinho, o arquitecto Lord Burlington, cuja mãe a vendeu em 1732 a Frederico, Príncipe de Gales, para quem William Kent traçou o jardim. A viúva de Frederico alargou a casa. Em 1783, quando o neto de Frederico, George, Príncipe de Gales, recebeu a posse de Carlton House e de 60.000 libras para remobiliá-la, esta era uma estrutura sem coerência nem coesão arquitectónica. 
George mandou reconstruir substancialmente o edifício, segundo o desenho do arquitecto Henry Holland, entre 1783 e 1796. Na época em que o Príncipe Regente e Henry Holland seguiram caminhos diferentes, em 1802, Carlton House era uma residência espaçosa e opulenta, que poderia ser designada por palácio em muitos países. Quando o Príncipe Regente se tornou no Rei Jorge IV, em 1820, considerou que tanto a sua própria casa, a residência Real oficial do Palácio de St. James, como a residência do seu pai, Jorge III, em Buckingham House, eram inadequadas para as suas necessidades. Foram consideradas algumas possibilidades de reedificar Carlton House numa escala maior, mas a escolha acabou por recair em Buckingham House, que assim se tornou no Buckingham Palace. Carlton House foi demolido em 1825 e substituído por dois grandes terraços em estuque branco, com casas dispendiosas, conhecidos por Carlton House Terrace. O dinheiro apurado com os arrendamentos foi canalizado para as obras no Palácio de Buckingham.

## História arquitectónica

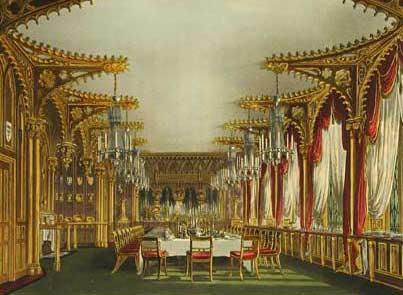
Sala de Jantar gótica de Carlton House.

Quando o Príncipe de Gales tomou posse como Príncipe Regente, em Agosto de 1783, Sir William Chambers foi nomeado arquitecto mas, depois de uma primeira avaliação, foi rapidamente substituído por Henry Holland. Tanto Chambers como Holland eram proponentes do estilo neoclássico francês de arquitectura, pelo que Carlton House teve extrema influência na introdução do estilo de Luís XVI de França na Inglaterra.
Holland começou por trabalhar nos Apartamentos de Estado, ao longo da fachada do jardim, as principais salas de recepção do edifício. A construção começou em 1784. Quando essas salas foram visitadas, em Setembro de 1785, pelo habitualmente crítico Horace Walpole, este ficou impressionado, escrevendo que quando concluído, Carlton House seria "o mais perfeito na Europa".
Existe ali uma Augusta simplicidade que me assombrou. Você não pode chamá-lo magnífico; é o gosto e a adequação que impressionam. Cada ornamento está a uma distância apropriada, e não a uma excessivamente grande, mas todos são delicados e novos, com mais liberdade e variedade do que ornamentos gregos; e, embora provavelmente copiado do Hôtel de Condé e de outros novos Palácios, não é mais clássico do que o francês.
Até ao fim de 1785, no entanto, a construção em Carlton House teve uma interrupção devido ao montante das dívidas do Príncipe de Gales: as suas contas não pagas, após o casamento com Maria Anne Fitzherbert, ascenderam às 250.000 libras esterlinas.  O Parlamento nomeou uma comissão para averiguar os gigantescos custos excedidos em Carlton House e para redigir estimativas de quanto seria necessário para concluir o projecto. Em Maio de 1787, o Príncipe de Gales aproximou-se, com pesar, do seu pai, o Rei Jorge III, e persuadiu-o a providenciar dinheiro suficiente para terminar a casa. O trabalho prosseguiu no Verão de 1787, com um orçamento de 60.000 libras esterlinas destinadas à conclusão da casa, contando com o auxílio de muitos dos principais fabricantes de mobília e artífices da França. No entanto, o eclodir da Revolução Francesa logo acabou com todas as comissões Reais e aristocráticas franceses. Esses trabalhadores franceses que contribuíram para esta segunda fase das obras em Carlton House, estavam sob a supervisão de desenho do comerciante de mercadorias parisiense, Dominique Daguerre (que foi o decorador de interiores de Maria Antonieta), através de quem foi importado para Carlton House mobiliário de Adam Weisweiler.
Quando ficou concluído, Carlton House tinha aproximadamente 202 pés de comprimento por 130 de profundidade. Os visitantes entravam no palácio por um pórtico com seis colunas coríntias que levava a um vestíbulo flanqueado, de ambos os lados, por antecâmaras. Carlton House tinha a particularidade de permitir ao visitante entrar directamente para o piso principal, quando a maioria das mansões e palácios de Londres seguiam o estilo arquitectónico Palladiano, com um piso térreo (ou rústico) baixo e o andar principal por cima. A partir do vestíbulo, o visitante acedia ao Salão de Entrada, com dois pisos de altura e iluminado desde o topo, o qual estava decorado com colunas jónicas de mármore de imitação amarelo. Depois do salão de entrada ficava uma sala octogonal, igualmente iluminada a partir do topo. Esta sala octogonal era flanqueada à direita pela grande escadaria e à esquerda por um pátio, enquanto que imediatamente à frente ficava a antecâmara principal. Uma vez na antecâmara, o visitante ou virava à esquerda, para os apartamentos privados do Príncipe de Gales, ou virava à direita, para as salas de recepção formais: Sala do Trono, Sala -de-Estar, Sala de Música, Sala de Jantar.
Além da magnífica decoração e mobiliário franceses, Carlton House contava com uma soberba colecção de obras de arte. Muitas das mais refinadas pinturas actualmente na Royal Collection foram reunidas por Jorge IV para Carlton House. Enquanto era Príncipe de Gales, Jorge IV patrocinou artistas contemporâneos como Reynolds, Gainsborough, e George Stubbs. Com Francis Seymour-Conway, 3º Marquês de Hertford e Sir Charles Long como seus conselheiros de arte, Jorge IV também comprou pinturas de Velhos Mestres, por Rembrandt, Rubens, Van Dyck, Cuyp e Jan Steen. Um inventário de Carlton House, efectuado em 1816, contou 136 quadros nas Salas de Estado, 67 na suite privada do Príncipe de Gales e mais 250 noutras partes da casa.
Quando Carlton House foi demolido, a maior parte das mobílias e das pinturas foram levadas para o Palácio de Buckingham. Muitas das portas do palácio foram reutilizadas no Castelo de Windsor. O pórtico de Carlton House foi doado para a National Gallery.
Uma peça de mobiliário característica do palácio foi a "escrivaninha de Carlton House", a qual  tinha pernas direitas com gavetas no friso e uma superestrutura que cobria a parte de trás, ajustada com fileiras de gavetas. O nome é contemporâneo: a firma de ebanistas de Gillow incluiu uma, com um esboço, no seu catálogo interno de 1797. A original, sem dúvida feita para o uso do Príncipe Regente em Carlton House, não foi identificada.

## Carlton House Terrace

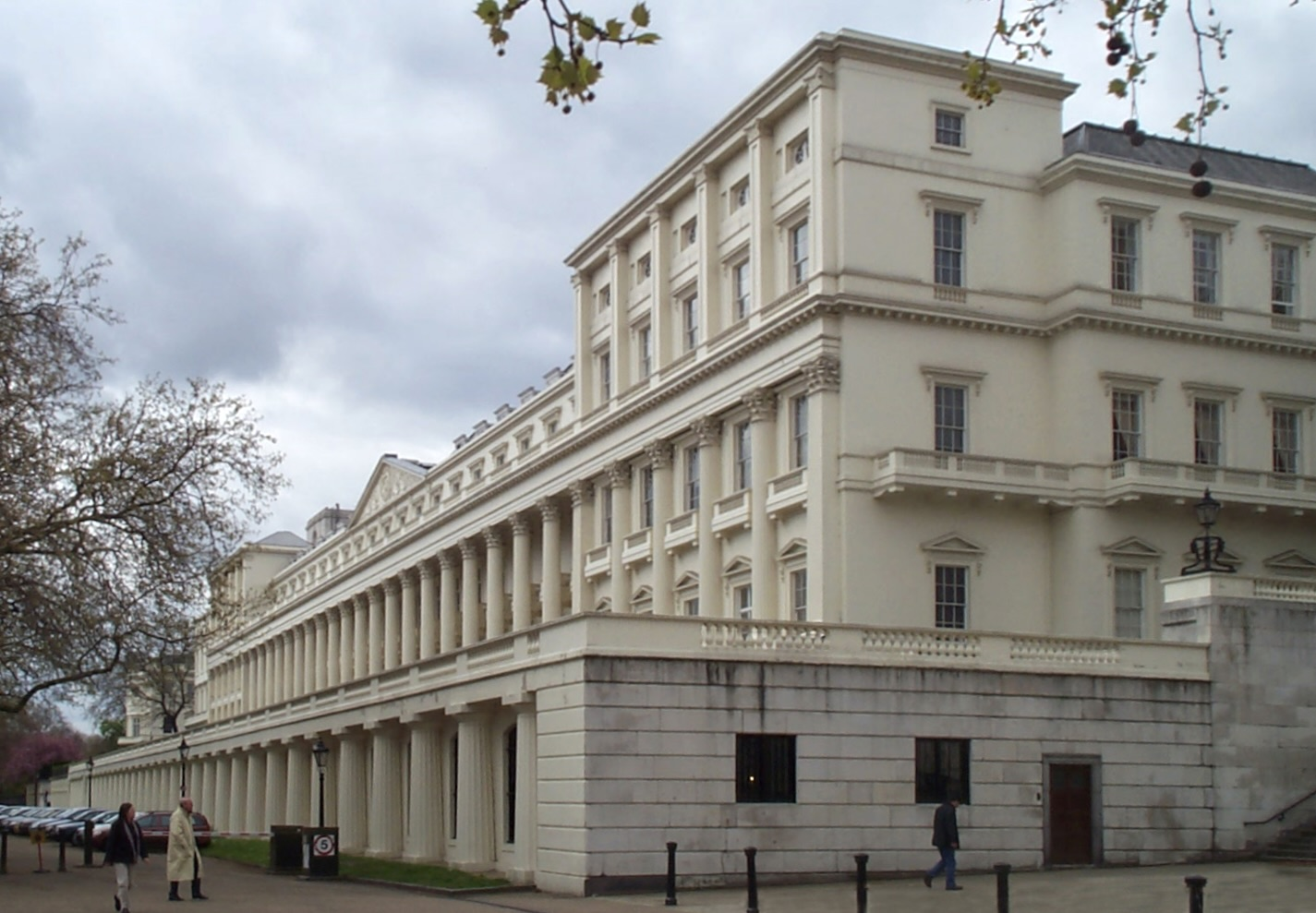
O Terraço Oeste. Os números 8 e 9, antigamente a Embaixada da Alemanha e actualmente casa da "Royal Society", são as casas mais altas próximo do final do terraço.

Carlton House Terrace refere-se a uma rua no distrito londrino de St. James e em particular a dois terraços de casas com fachadas de estuque branco, no lado Sul dessa rua, com vista para o Parque de St. James. Esses terraços foram construídos entre 1827 e 1832 segundo o desenho geral de John Nash, com detalhes inseridos por outros arquitectos, incluindo Decimus Burton. Estes edifícios foram construídos no lugar que Carlton House ocupou até 1825, sendo a sua propriedade absoluta ainda pertença da Coroa.
Os dois terraços estão classificados com o Grau I dos edifícios listados no Reino Unido. Cada terraço consiste em nove grandes casas. Estas estão entre as poucas casas dispendiosas de Londres que não têm um acesso pelas traseiras. A razão para isso prende-se com o facto de Nash querer dar o melhor uso possível às vistas para o parque e também querer apresentar uma atraente fachada voltada para o mesmo. As acomudações de serviço estão localizadas nos dois pisos de baixo (em vez do habitual piso único para este fim) e sob a ampla plataforma entre as casas e o parque.
Entre os terraços Este e Oeste estão localizados a Coluna do Duque de Iorque e Passeios que descem desde Waterloo Place (Lugar de Waterloo) até ao Mall e ao Parque de St. James.
Até à década de 1940, Carlton House Terrace foi um dos endereços residenciais mais elegantes em Londres. Os enviados da Prússia, e mais tarde os Embaixadores da Alemanha seus sucessores, habitaram no número 9 desde 1849 até à Segunda Guerra Mundial, combinando-o com o número 8 a partir de um certo momento. Os edifícios foram severamente danificados durante a Segunda Guerra Mundial. As fachadas foram restauradas para o seu estado original, mas muitos dos interiores foram bastante alterados. Os primeiros ocupantes tiveram a liberdade de escolher o seu próprio arquitecto para completar os interiores - onze escolheram Nash, dos quais apenas sete permanecem, em grande medida, intactos. 

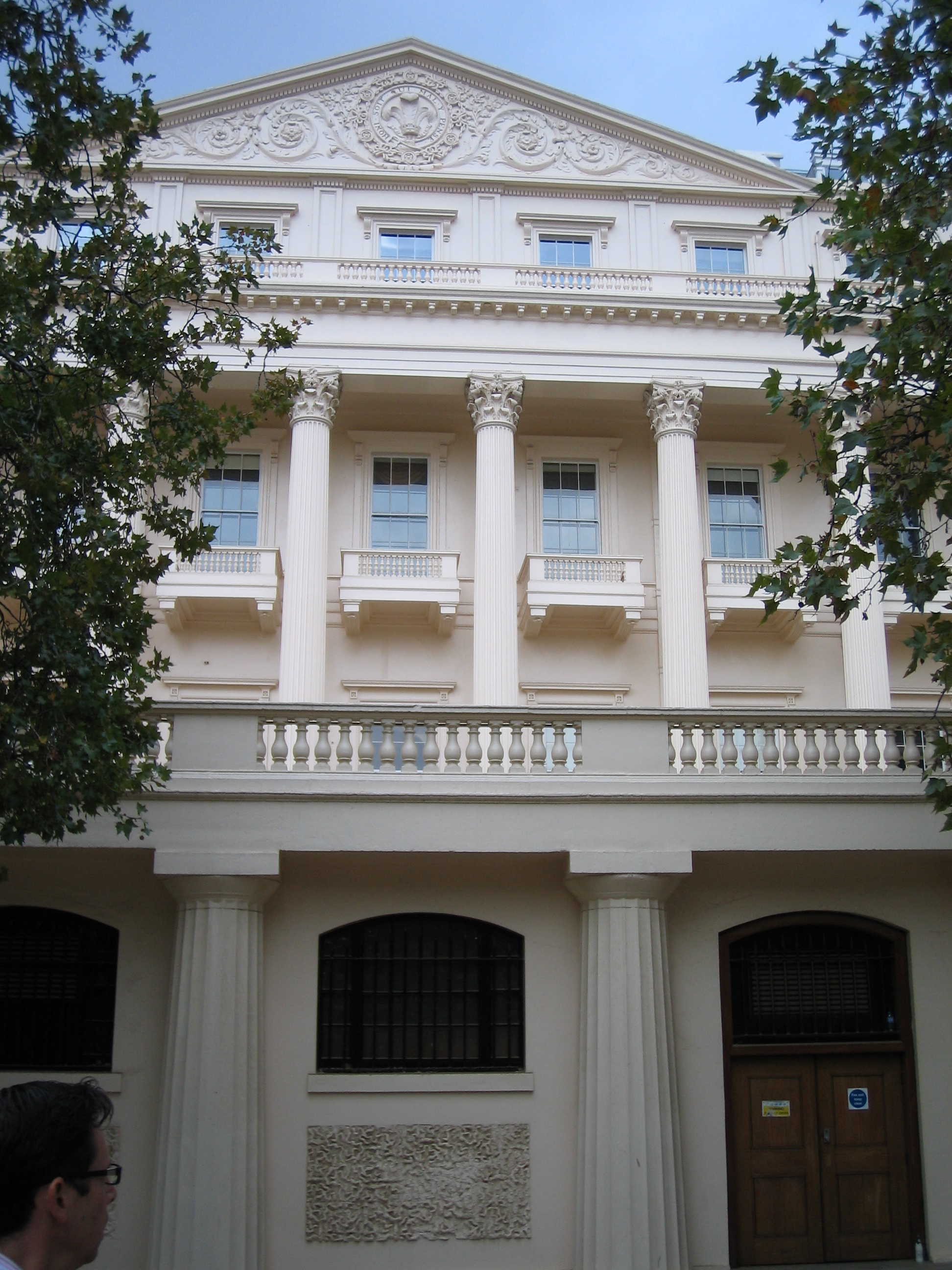
Carlton House Terrace

Os terraços tiveram vários residentes famosos, entre os quais se destacam:
- Lord Palmerston, 3º Visconde Palmerson (Primeiro-Ministro do Reino Unido nos períodos 1855-1858 e 1859-1865): no número 5 entre 1840 e 1846.
- Charles Grey, 2º Conde Grey (Primeiro-Ministro do Reino Unido no período 1830-1834): no número 13 entre 1851 e 1857 e novamente entre 1859 e 1880.
- William Ewart Gladstone (Primeiro-Ministro do Reino Unido nos períodos 1868-1874, 1880-1885, Fevereiro a Julho de 1886 e 1892-1894): no número 4 em 1856 e no número 11 entre 1857 e 1875.
- Lord Curzon, 1º Marquês Curzon de Kedleston (Vice-Secretário de Estado para os Negócios Estrangeiros e da Commonwealth no período 1895-1898 e Vice-Rei da Índia Britânica no período 1899-1905): no número 1 entre 1905 e 1925.
- Joachim von Ribbentrop (Embaixador da Alemanha na Corte de St. James no período 1936-1938 e Ministro dos Negócios Estrangeiros da Alemanha no período 1938-1945): nos números 8 e 9  entre 1936 e 1938.

A maior parte das casas estão, agora, ocupadas por negócios, institutos e sociedades eruditas:
- O número 1 é o quartel-general dop Instituto de Materiais, Minerais e Mineração;
- Os números 6 a 9 são a casa da Royal Society, que se mudou de Burlington House em 1968 (a actual Embaixada da Alemanha em Londres fica no Belgrave Square);
- O Instituto de Artes Contemporâneas ocupam grande parte das zonas baixas do Terraço Este;
- A "Crown Estate" (Propriedade da Coroa) também tem aqui o seu quartel-general, em quatro casas dos terraços (números 13 a 16), desde há muitos anos, mas em 2005 começou a reconstruir um edifício localizado na Regent Street, o qual também é propriedade da Coroa, para seu próprio uso;
- A Academia Britânica (British Academy) também se instalou nos Terraços em 1998, vinda igualmente de Burlington House;
- Em Setembro de 2006, os Hindujas (família de negociantes indianos), que presentemente têm um apartamento no número 24, tiveram sucesso na compra da propriedade por 58 milhões de libras estrelinas .

No extremo Oeste do Carlton House Terrace fica, num beco sem saída, um edifício chamado de Carlton Gardens, o qual se desenvolveu mais ou menos ao mesmo tempo dos edifícios principais. Este contém sete grandes casas, e nelas também residiram personalidades importantes:
- No número 2

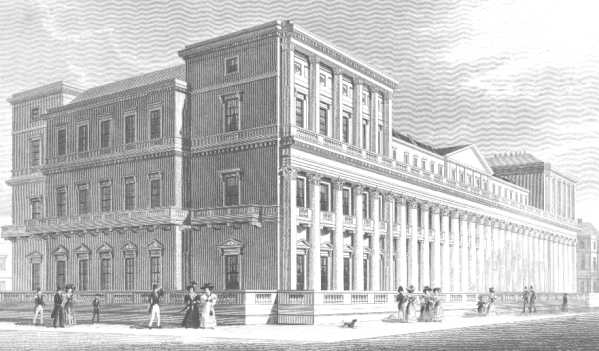
O Terraço Este pouco depois de ficar concluido.

  - Lord Kitchener, 1º Conde Kitchener - marechal de campo na Segunda Guerra Mundial.
- No número 4
  - Lord Palmerston, 3º Visconde Palmerson - Primeiro-Ministro do Reino Unido nos períodos 1855-1858 e 1859-1865;
  - Quartel-general de Charles de Gaulle durante a Segunda Guerra Mundial.

- Todas as casas excepto as números 1 e 2 têm sido substituídas por blocos de escritórios.
  - O Número 1 é uma residência oficial, normalmente usada pelo Secretário de Estado para os Negócios Estrangeiros e da Commonwealth.

Também foram feitos planos para demolir Marlborough House, a Oeste, e substitui-lo por um terraço de dimensões semelhantes aos dois de Carlton House Terrace, tendo esta ideia chegado a ser apresentada em alguns mapas contemporâneos, incluindo o mapa de Londres em grande escala, datado de 1830, de Christopher e John Greenwood . Esta proposta, no entanto, nunca chegou a ser implementada.